# Patarrá
Patarrá är en ort i Costa Rica.   Den ligger i provinsen San José, i den centrala delen av landet, 8 km sydost om huvudstaden San José. Patarrá ligger 1 180 meter över havet och antalet invånare är 23 983.
Terrängen runt Patarrá är huvudsakligen kuperad, men åt nordväst är den platt. Patarrá ligger nere i en dal. Runt Patarrá är det tätbefolkat, med 427 invånare per kvadratkilometer. Närmaste större samhälle är San José, 7,9 km nordväst om Patarrá. I omgivningarna runt Patarrá växer i huvudsak städsegrön lövskog.